# EJ Onu
Ejiofor Onu (Cleveland, Ohio; 31 de julio de 1999) es un jugador de baloncesto estadounidense que actualmente forma parte de la plantilla del Legia Varsovia de la PLK. Su posición es pívot.

## Trayectoria
Nacido en Cleveland, Ohio, Onu es hijo de padres nigerianos y comenzó su carrera en Richmond Heights High School en Richmond Heights, Ohio, hasta 2017, fecha en la que ingresó en la Universidad Estatal de Shawnee, situada en Portsmouth, Ohio, donde jugaría durante cuatro temporadas la NCAA con los Shawnee State Bears, desde 2017 a 2021.
Después de no ser seleccionado en el draft de la NBA de 2021, Onu se unió a los Dallas Mavericks para disputar la Liga de verano de la NBA. El 21 de agosto de 2021, los Mavericks anunciaron que habían firmado con Onu, pero el 4 de septiembre lo dieron de baja. Regresó a Dallas el 15 de octubre de 2021, pero fue dado de baja su contrato un día después.
El 23 de octubre de 2021, firmó con los Texas Legends de la NBA G League, donde jugó hasta el 13 de enero de 2022.
El 14 de enero de 2022, firma por los Memphis Hustle de la NBA G League, donde participó en 25 partidos, en los que promedió 5,96 puntos y 3,72 rebotes.
El 5 de abril de 2022, Onu firmó con los Niagara River Lions de la Canadian Elite Basketball League y sería nombrado Jugador Defensivo del Año de la CEBL después de promediar un récord de liga de 3,3 rebotes por partido.
En 2022, firmó con los Memphis Grizzlies para disputar la Liga de verano de la NBA.
El 22 de enero de 2023, Onu fue traspasado a los Santa Cruz Warriors de la NBA G League, a cambio de Tremont Waters.
El 4 de abril de 2023, Onu regresó a los Niagara River Lions de la Canadian Elite Basketball League.
El 14 de julio de 2023, Onu firmó con Brose Bamberg de la Basketball Bundesliga.
El 28 de junio de 2024, firma por el Club Baloncesto Breogán de la Liga Endesa.
El 2 de enero de 2025 fichó por el Legia Varsovia de la PLK polaca.